# XLI Puchar Gordona Bennetta (balonowy)
41 Puchar Gordona Bennetta – zawody balonów wolnych o Puchar Gordona Bennetta zorganizowane w Warstein w Niemczech. Start nastąpił 6 września 1997 roku.

## Uczestnicy
Wyniki zawodów.
| Zajęte miejsce | Balon                  | Załoga Pilot Pomocnik pilota            | Kraj              | Czas lotu [h]   | Odległość [km]  | Miejsce lądowania      |
| -------------- | ---------------------- | --------------------------------------- | ----------------- | --------------- | --------------- | ---------------------- |
| 1.             | F-PPSE Le Petit Prince | Vincent Leys Jean-Francois Leys         | Francja           | 45:30           | 1732,50         | Vama Veche (ROU)       |
| 2.             |                        | David Levin Mark Sullivan               | Stany Zjednoczone |                 | 1732,30         | Vama Veche (ROU)       |
| 3.             |                        | Rien Jurg Ron van Houten                | Holandia          |                 | 1732,20         | Vama Veche (ROU)       |
| 4.             |                        | Josef Höhl Thomas Fink                  | Niemcy            |                 | 1726,90         | Mangalia (ROU)         |
| 5.             |                        | John Mike Wallace Kevin Brielmann       | Stany Zjednoczone |                 | 1725,70         | Konstanca (ROU)        |
| 6.             |                        | Wilhelm Eimers Bernd Landsmann          | Niemcy            |                 | 1719,30         | Sulina (ROU)           |
| 7.             |                        | Heinz Brachtendorf Karl-Heinz Hutmacher | Niemcy            |                 | 1690,70         | Tulcea (ROU)           |
| 8.             | SP-BZO Polonez         | Stefan Makné Piotr Hałas                | Polska            | 41:42           | 1570,50         | Cahul (MDA)            |
| 9.             |                        | Christian Stoll Werner Najer            | Szwajcaria        | 39:35           | 1550,80         | Jorasti (ROU)          |
| 10.            |                        | Johann Fürstner Gerald Stürzlinger      | Austria           | 22:10           | 792,00          | Slovenské Pravno (SLO) |
| 11.            |                        | Jonathan Harris Andrew Wilkinson        | Wielka Brytania   |                 | 770,10          | Pistan (SLO)           |
| 12.            |                        | Troy Bradley Tamara Bradley             | Stany Zjednoczone |                 | 766,60          | Dunajská Streda (SLO)  |
| 13.            |                        | Othmar Pircher Peter Girardi            | Austria           | 19:10           | 702,10          | Uhersky (CZE)          |
| 14.            |                        | Tom Donelly Colin Wolstenholme          | Wielka Brytania   | 14:47           | 452,20          | Těchařovice (CZE)      |
| -              |                        | Josef Starkbaum Roland Starkbaum        | Austria           | nie wystartował | nie wystartował | nie wystartował        |